# 伊東長久
伊東長久（1533年—1585年），日本戰國時代武將，織田信長家臣。是尾張岩倉的國人眾，本名祐之、通稱七藏、清藏。和日向大名伊東氏出自同一遠祖。

## 生平
在尾張三本木村之戰中立功。是役中因為伊東長久沒有頭盔，只好帶編笠出戰，織田信長當場替他取了「編笠清藏」的外號（武家事紀）。永祿年間信長選拔赤母衣眾，伊東長久也被選入。在1570年的小谷城之戰中相當活躍，於是信讓他一字拜領自己的「長」字，把名字由「祐之」改為「長久」（小川榮一氏文書）。
在羽柴秀吉入主北近江後，伊東長久和兒子長實被派為與力協助，歷任腰母衣衆、旗奉行等職位，1584年4月，參加小牧長久手之戰（淺野家文書）。翌年8月，在攻打佐佐成政途中，伊東長久於金澤病故（武家事紀）。
後來其子伊東長實成為岡田藩主，明治維新後仍被列為華族。